# Ранхель, Хосе Висенте
Хосе́ Висе́нте Ранхе́ль Ва́ле (исп. José Vicente Rangel Vale; 10 июля 1929, Каракас — 18 декабря 2020) — венесуэльский левый политический деятель, адвокат и журналист.
Трижды был кандидатом в президенты: в 1973 и 1978 годах от Движения за социализм (MAS), а в 1983 году при поддержке Народного избирательного движения (MEP) и Коммунистической партии Венесуэлы. При Боливарианской республике был вице-президентом с 28 апреля 2002 года, когда он заменил Диосдадо Кабельо, до 8 января 2007 года, когда его самого сменил Хорхе Родригес. Был самым старым из тех, кто занимал эту должность при президентстве Уго Чавеса. Ранее при нём занимал посты министра иностранных дел в 1999—2001 и министра обороны в 2001—2002 годах.

## Биография

### Образование и вовлечение в политику
Хосе Висенте Ранхель родился в Каракасе 10 июля 1929 года в семье полковника-гомесиста Хосе Висенте Ранхеля Карденаса, бывшего президента штата Самора. Учился в начальной и средней школе в Баркисимето, штат Лара. 
Его политическая деятельность началась в 16-летнем возрасте в 1945 году в либерально-прогрессивном Демократическом республиканском союзе (URD) и укрепилась его активным сопротивлением военному перевороту, в результате которого в 1948 году был свергнут президент Ромуло Гальегос и пришла к власти военная хунта. Получил степень в области права в Андском университете и продолжил учебу в Центральном университете Венесуэлы, но был арестован военными властями за свою политическую деятельность и выслан из страны.
Он уехал в изгнание в Чили, где познакомился с чилийским скульптором Аной Авалос, на которой женился. Он продолжил учебу на юридическом факультете Университета Чили, а затем в испанском Университете Саламанки и Университете Сантьяго-де-Компостела.

### Парламентарий и правозащитник
В 1958 году после падения военной диктатуры Маркоса Переса Хименеса Ранхель смог вернуться в Венесуэлу и избирался депутатом Конгресса в течение пяти последовательных законодательных собраний, сначала представляя URD, а затем — левые Движение за социализм, Коммунистическую партию Венесуэлы и Народное избирательное движение. Возглавлял парламентскую комиссию по внутренним делам.
Трижды безуспешно баллотировался в качестве кандидата в Президенты Республики на выборах 1973, 1978 (оба раза от партии MAS) и 1983 (от MEP при поддержке коммунистов и ряда других социалистических организаций), получив результат 4,26 % 5,18 % и 3,34 % голосов соответственно, не выше третьего места. Помимо политической деятельности, он также продолжал заниматься юридической практикой и журналистикой. Будучи адвокатом, боролся за соблюдение прав человека в стране и разоблачал внесудебные расправы.

### Журналистская карьера
В 1990 году он оставил политическое руководство и полностью погрузился в журналистику, вёл радиопередачи для сети Unión Radio, и был обозревателем газет «El Universal», «Panorama», «El Informador», «La Tarde», «El Regional», «2001» и политического журнала «Bohemia». Ещё в 1960-х являлся главным редактором еженедельника «Qué Pasa en Venezuela» (1960—1967), газет «La Razón» и «Clarín».
Однако его самой выдающейся работой в журналистском мире считалось руководство политической телепрограммой на новом канале Televen под названием «Хосе Висенте сегодня» («José Vicente Hoy»). В отличие от большинства авторских программ, выходивших очень рано или в полночь, передача транслировалась по воскресеньям. В ней звучала критика коррупции в правительствах Карлоса Андреса Переса и Рафаэля Кальдеры.
Будучи первым, опубликовавшим в ноябре 1992 года разоблачение фактов расхищения и присвоения многомиллионных средств президентом Пересом, внёс важную лепту в подтверждение этих обвинений Верховным судом и импичмент главы государства 20 мая 1993 года.
За передачу в тюрьму портативной видеокамеры для записи обращения подполковника Уго Чавеса, поднявшего в 1992 году восстание против неолиберальной политики Переса, по решению военного трибунала Ранхеля временно отстраняли с телевидения.
Несмотря на большую популярность программы, Ранхель решил оставить её, чтобы войти в кабинет недавно избранного президента Уго Чавеса 2 февраля 1999 года, хотя ещё за два месяца вначале отказывался от должности: «Я журналист и не хочу уходить из этой профессии».

### Кабинет Уго Чавеса
Новый президент назначил его своим министром иностранных дел. Во время своего пребывания в министерстве он организовал первое крупное международное турне Чавеса, посетившего все страны-члены ОПЕК, а также организовал саммит в Каракасе для финализации соглашений между странами-членами о необходимом сокращении производства нефти и тем самым повышения её цены на международных рынках. Он занимал эту должность до февраля 2001 года, считаясь одним из самых радикальных левых министров в правительстве Чавеса.
После этого был направлен руководить Министерством обороны (став первым гражданским лицом, занимавшим эту должность за всю историю республики) до мая 2002 года, когда был назначен вице-президентом республики. Во время попытки государственного переворота 11 апреля 2002 года, в результате которой Чавес и его правительство были свергнуты на 47 часов, он был частью сопротивления, поведшего уличную мобилизацию и контратаку против самопровозглашённого президента Педро Кармоны Эстанги, которая позволила Чавесу восстановиться в должности 13 апреля.
3 января 2007 года Чавес объявил о «непростом» решении по выводу из правительства Ранхеля, к которому «относился как сын к отцу». 8 января он передал пост Хорхе Родригесу, с которым они обменялись похвалами (Родригес заявил, что Ранхель был первым человеком, за которого голосовал на выборах — в 1983 году), и получил копию меча Освободителя Симона Боливара в знак признания его пятилетних заслуг в качестве вице-президента.

### Возвращение в журналистику
В марте того же года он возобновил свою телевизионную программу «José Vicente Hoy»; его первым гостем стал сам Чавес. Поскольку он периодически выступал с критикой некоторых аспектов деятельности правительств, особенно при Николасе Мадуро, воспринимался как критический голос здравомыслия в боливарианских рядах. Вместе с тем, регулярной мишенью его критики оставалась правая оппозиция и американское вмешательство в дела Венесуэлы.
Его сын Хосе Висенте Ранхель Авалос также занимал должности при Чавесе. На выборах 1999 года был избран от партии «Движение за Пятую республику» (MVR) в Национальное учредительное собрание, разработавшее конституцию 1999 года, а затем на выборах 2000 года был избран мэром муниципалитета Сукре де Каракас. Во время правления Николаса Мадуро Ранхель Авалос вернулся в кабинет в качестве заместителя министра, а затем снова мэра муниципалитета Сукре.

### Смерть
18 декабря 2020 года члены семьи в социальной сети Twitter подтвердили его смерть в возрасте 91 года из-за остановки сердца.

## Работы и награды
Ранхель был двукратным лауреатом Венесуэльской национальной премии в области журналистики. В его «Чёрной книге» (Expediente Negro) разбираются нарушения прав человека в стране в период 1960—1970 годов. Он также опубликовал работы «Время истины, социализма и демократии» (Tiempo de Verdades, Socialismo y Democracia), «Отправление правосудия в Венесуэле» (Administración de Justicia en Venezuela) и другие сочинения о политике и правах человека.